# تربتو
تربتو (به لاتین: Třebotov) یک سکونتگاه مسکونی در جمهوری چک است که در Prague-West District واقع شده‌است.